# Canary Wharf

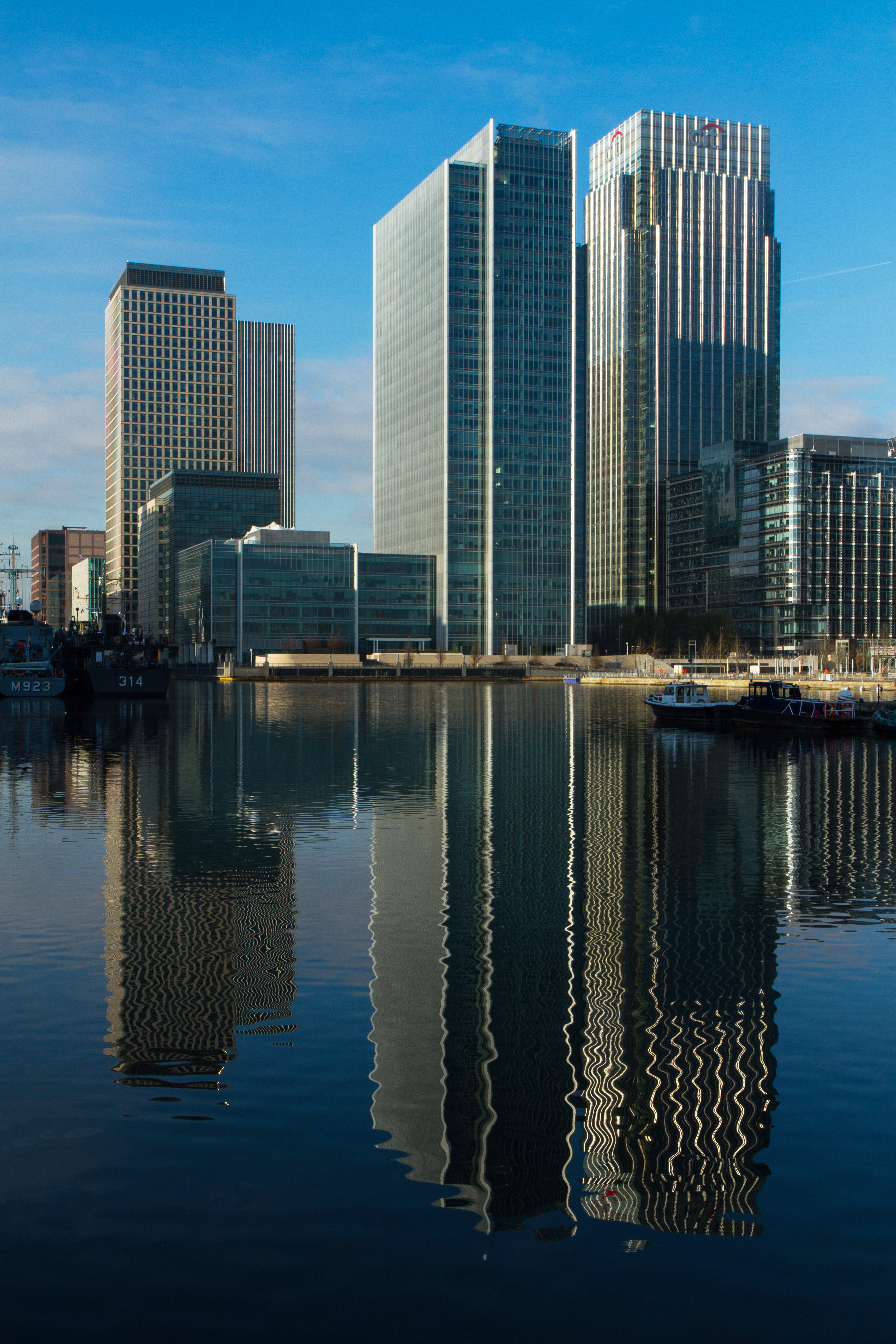
Canary Wharf

Canary Wharf – kompleks biurowy we wschodnim Londynie (Wielka Brytania) w dzielnicy Isle of Dogs (gmina Tower Hamlets). Rywalizuje z City of London o miano biznesowego centrum miasta.
W Canary Wharf umiejscowione są trzy spośród najwyższych budynków Wielkiej Brytanii: mierzący 235 metrów One Canada Square (również zwany Canary Wharf), 25 Canada Square oraz 8 Canada Square.
W budynku One Canada Square rozegrała się też akcja dwóch ostatnich odcinków drugiej serii popularnego brytyjskiego serialu science-fiction Doctor Who – „Army of Ghosts” i „Doomsday”. Zgodnie z akcją serialu mieścił się tam tajny instytut badania pozaziemskich technologii o nazwie Torchwood.

## Historia
Kompleks znajduje się w obrębie dawnej dzielnicy portowej (Docklands), ulokowany wokół doków West India Docks. Nazwę Canary Wharf („Nabrzeże Kanaryjskie”) nosiło pierwotnie jedno z nabrzeży portowych, przez które wwożone były do kraju owoce z Wysp Kanaryjskich. Doki zamknięto w 1980 roku i wkrótce przystąpiono do rewitalizacji otaczającego je obszaru. Początkowo powstawały tam niewielkie budynki związane z przemysłem lekkim, ale rozwój projektu zahamowany został ze względu na brak dużych inwestorów i niewystarczającą sieć komunikacyjną łączącą Canary Wharf z centrum Londynu.
Do prac powrócono w 1988 roku, gdy projekt wykupiła kanadyjskie przedsiębiorstwo Olympia and York. Pierwszy etap budowy zakończył się w 1992 roku. Krach na rynku nieruchomości na początku lat 90. XX w. spowodował jednak, że dalsze prace zostały przerwane, a inwestor postawiony został w stan upadłości. W grudniu 1995 roku centrum wykupione zostało przez międzynarodowe konsorcjum wspierane przez byłych właścicieli Olympia & York. Prawdziwy sukces Canary Wharf przyszedł dopiero pod koniec lat 90. wraz z rozbudową Jubilee Line – jednej z londyńskich linii metra i połączeniem jej z Docklands Light Railway (DLR), której jedna ze stacji znajduje się wewnątrz Canada Square.

## Stan obecny
Obecnie biura Canary Wharf zajmują duże banki, np. Credit Suisse, HSBC, Citigroup, Morgan Stanley, JPMorgan Chase, Bank of America oraz Barclays, a także przedsiębiorstwa medialne, np. The Telegraph, The Independent, Reuters oraz Daily Mirror. Znajduje się tutaj także brytyjski Urząd Nadzoru Finansowego (Financial Services Authority – FSA) – agenda rządowa regulująca i nadzorująca instytucje i przedsiębiorstwa finansowe.
Na początku 2006 roku w kompleksie pracowało 78 tys. osób, z których ok. 25% mieszkało w sąsiednich dzielnicach. Mieszczące się tu centrum handlowe odwiedza co tydzień ok. 500 000 kupujących.